# Regiment Bevoorradings- en Transporttroepen
Het Regiment Bevoorradings- en Transporttroepen is een regiment binnen de Nederlandse Koninklijke Landmacht dat is gespecialiseerd in het verwerven, transporteren en verstrekken van alle middelen (voedsel, brandstof, munitie) die eenheden op oefening of missie nodig hebben.

## Oprichting
Het huidige regiment B&T is in 2000 ontstaan uit de samenvoeging van de Intendance en de Aan- en Afvoertroepen.